# Gilberta
A Gilberta német eredetű női név, a Gilbert férfinév női párja.

## Gyakorisága
Az 1990-es években szórványos név, a 2000-es években nem szerepel a 100 leggyakoribb női név között.

## Névnapok
- október 24.[2]